# André Wouking
André Wouking, né le 14 juin 1930 à Foto (Dschang) dans la Région de l'Ouest et mort le 11 novembre 2002 à Saint-Germain-en-Laye,,, est un prélat catholique camerounais; archevêque de Yaoundé entre 1998 et 2002.

## Biographie

### Enfance, formation et débuts
André Wouking est né le 14 Juin 1930 à Foto par Dschang. Son père est employé comme maçon à la Mission Catholique de Dschang.

### Carrière
Le 09 Avril 1961, il fut ordonné prêtre à Dschang par Mgr Paul Bouque. Après son ordination, Mgr Paul Bouque, alors évêque de Nkongsamba, le nomme Vicaire paroissial et directeur des écoles et du collège Saint Laurent à Bafou par Dschang.
En Septembre 1962, il est affecté à Souza comme Vicaire paroissial, directeur des écoles de la mission et directeur du collège Herbert. Le 1er février 1965, il est nommé curé de la paroisse de Souza par Mgr Albert Dongmo, alors nouvel évêque de Nkongsamba. En 1966, l’abbé André Wouking est nommé curé de Bangangté. De 1972 à 1977, il est Curé Doyen de Bafoussam.
Le 30 Août 1976, il est nommé Vicaire Général et occupe cette charge jusqu’au 28 Février 1978.
Il est nommé évêque de Bafoussam le 15 mars 1979, puis archevêque de Yaoundé le 27 novembre 1998, charge qu'il conserve jusqu'à sa mort. Son successeur est Simon-Victor Tonyé Bakot.